# Huddling Place
„Huddling Place” este o povestire științifico-fantastică a scriitorului american Clifford D. Simak, care a fost publicată inițial în 1944 în revista Astounding Science Fiction. Este una dintre cele opt povestiri legate între ele, care au fost adunate împreună ca romanul Orașul. 
„Huddling Place” s-a numărat printre povestirile selectate în 1970 de către SFFWA ca una dintre cele mai bune povestiri științifico-fantastice publicate înainte de crearea Premiilor Nebula. Ca atare, a fost publicată în The Science Fiction Hall of Fame, Volume One, 1929–1964.

## Rezumat
Povestea se desfășoară lent, iar cea mai mare parte a textului este dedicat amenajării scenei. În viitorul îndepărtat, omul a colonizat Marte și duce o viață aparent ușoară, susținută de roboți eficienți și inteligenți. Marțienii inteligenți coexistă cu oamenii pe această planetă. Tendința terestră de depopulare a orașelor manifestată prima dată la mijlocul secolului al XX-lea, a continuat, astfel încât mulți (majoritatea?) oamenilor de pe Pământ trăiesc în enclave izolate.  
Jerome Webster, personajul principal, este un om cu expertiză în fiziologia marțiană, în special cea a creierului. La fel ca mulți alți adulți umani, suferă de agorafobie progresivă, care devine extremă după ce singurul său fiu pleacă să petreacă ceva timp pe Marte. Jenkins, cel mai în vârstă robot din familie, îi explică lui Webster că tatăl său a fost în mod similar afectat. Webster are de gând să scrie o monografie pe această temă. 
Înainte de a putea începe acest proiect, află că Juwain, un prieten marțian și filozof genial, a contractat o boală cumplită pe care numai el o poate vindeca. Aceasta ar necesita călătoria pe Marte, ceea ce face agorafobia lui aproape imposibilă. Persoanele politice înalte arată clar că moartea lui Juwain ar fi o tragedie pentru care omenirea ar avea de suferit mii de ani, iar Webster este îngrozit de gândul de a renunța la prietenul său. 
Cu un mare efort, el își pregătește bagajele pentru călătorie, doar pentru a descoperi, în ultimele rânduri ale poveștii, că robotul Jenkins, neînțelegând miza, a respins nava spațială sosită pentru a-l transporta pe Webster pe Marte. Cititorului îi este sugerat că Webster probabil nu se va mai pregăti din nou pentru a pleca și astfel Juwain va muri.